# Impatiens racemosa
Impatiens racemosa är en balsaminväxtart som beskrevs av Dc. Impatiens racemosa ingår i släktet balsaminer, och familjen balsaminväxter. Utöver nominatformen finns också underarten I. r. ecalcarata.